# Social Facilitation
Die Social-Facilitation-Theorie (frei übersetzt Theorie der sozialen Erleichterung) besagt, dass Lebewesen bei bloßer Anwesenheit von Artgenossen bei einfachen Aufgaben bessere Resultate erzielen. Bei komplexen Aufgaben kehrt sich diese Erleichterung um und die Leistung der Person sinkt.
Der Gegenbegriff zur sozialen Erleichterung ist das soziale Faulenzen, das Nachlassen von Anspannung aufgrund der Anwesenheit von Artgenossen.

## Erklärungen
Das Phänomen wird vorrangig erklärt durch ein Entstehen von emotionaler Erregung bei der Anwesenheit anderer Personen. Aufgrund dieser Erregung wird von den Personen bevorzugt mit einer dominanten Reaktion reagiert, z. B. wird man in Aufregung eine falsche Antwort geben, obwohl man die richtige Antwort gerade erst gelernt hat, denn die – u. U. jahrelang als richtig angenommene – falsche Antwort ist immer noch die dominante Reaktion.
Zur Erklärung der Erregung gibt es 3 theoretische Positionen
- mere presence (deutsch „bloße Anwesenheit“): Diese Theorie besagt, dass Personen allein aufgrund des Wissens, dass andere Personen da sind, erregt sind und deshalb eher mit einer dominanten Reaktion reagieren (Theorie von Robert Zajonc).
- Bewertungs-Erwartungs-These: Die These besagt, dass sich beobachtete Personen Gedanken über die Erwartungen der Zuschauer machen und deswegen erregt sind, da sie sich nicht blamieren möchten und gut dastehen möchten.
- Ablenkungsthese: Diese These besagt, dass beobachtete Personen die Personen in ihrem Umfeld wiederum selbst beobachten und deshalb von der Aufgabenstellung abgelenkt sind.

## Empirie
Zuerst beobachtet wurde dieses Phänomen von Norman Triplett im Jahre 1898. Er beobachtete, dass Radrennfahrer schneller sind, wenn sie im Wettbewerb gegen andere sind, als wenn sie gegen die Uhr fahren (sog. Schrittmacherphänomen). 
Robert Zajonc führte dann dieses Phänomen im Jahre 1965 auf die Erregung zurück. Zur experimentellen Verifizierung baute er in seinem Labor ein Labyrinth auf, in welches er eine Schabe (Kakerlake) setzte. Weitere Schaben konnten diese beobachten. In der einfachen Experimentalbedingung war an einer Seite eine Lichtquelle angebracht, in der gegenüberliegenden Seite war das Loch zum Verlassen des Labyrinths. Als nun die Lichtquelle anging, war die dominante Reaktion der Schabe, das Licht auf direktem Wege zu verlassen, was auch in kurzer Zeit gelang. Führte man das Experiment ohne die Schaben in den „Zuschauerboxen“ durch, brauchte die Schabe länger, um zum Ausgang zu kommen.
In der schwierigen Experimentalbedingung konnte die Schabe nicht auf direktem Weg das Labyrinth verlassen, weil der Ausgang nicht am gegenüberliegenden Ende des Labyrinths war, sondern sie musste erst um die Ecke laufen, um den Lichtkegel zu verlassen. Bei dieser schwierigen Aufgabe brauchte die Schabe mit Zuschauern länger als ohne, was Zajoncs Hypothese bestätigte.
Eine Studie der Martin-Luther-Universität Halle-Wittenberg zeigte am Beispiel des Biathlon-Weltcup 2020/21 während der COVID-19-Pandemie, dass die Auswirkungen von Publikum auf die Geschlechter unterschiedlich ist. So waren Frauen ohne Publikum zwar schneller, schnitten beim Schießen aber schlechter ab. Bei Männern war der Effekt entgegengesetzt.